# 1950年9月26日月食
1950年9月26日月食为一次在协调世界时1950年9月26日出現的月全食。該次月食半影食分為2.159、全影食分為1.083。偏食維持了105分，全食維持23分。

## 概述
這次月食的食分是0.14，偏食維持了105分，全食維持23分。

## 基本參數
- 類型：月全食
- 食甚資料：
  - 日期：1950年9月26日
  - 時間：4:17
  - 月球位置：赤經0.14度、赤緯1.3度
  - 食分：半影食分：2.159、全影食分：1.083
  - 持續時間：偏食105分、全食23分

## 外部連結
- NASA月食專頁（页面存档备份，存于）（英文）